# Pagar Gunung (Halongonan)
Pagar Gunung is een bestuurslaag in het regentschap Padang Lawas Utara van de provincie Noord-Sumatra, Indonesië. Pagar Gunung telt 587 inwoners (volkstelling 2010).